# 자유 페루

자유 페루 국민정당(스페인어: Partido Político Nacional Perú Libre)은 페루의 사회주의 정당이다. 2007년 자유 페루 정치지역운동으로 창당되었으며, 2012년 2월 자유지상 페루라는 이름의 전국 단체로 재결성되었다. 2016년 1월 정당으로 등록되었으며, 2019년 1월 현재의 이름을 채택했다.

## 역사
2007년 블라디미르 세론 전 후닌주지사가 창당했다. 세론은 2011년부터 2014년까지 라오로야의 위생 시설을 관리하면서 부정한 협상 및 부당한 이득을 취한 혐의 등으로 징역 4년 5개월형을 받고 현재 복역 중이다. 2019년 8월 5일 후닌주 대법원은 해당 판결을 선고했다. 세론은 2018년 주지사에 당선되 직에 복귀했지만, 형을 받아 조기에 직을 상실했음에도 불구하고, 현재까지 당 사무총장으로서 당을 이끌고 있는 중이다. 2016년 대선에 당시 자유지상 페루 후보로 출마를 검토했으며, 1월 11일 후보로 등록했으나, 2개월 후 낮은 지지율과 정당 등록 취소 방지 차원에서 불출마를 선언했다. 2018년 지방선거에는 사업가, 언론인, 라디오 방송인 출신의 리카르도 벨몬트를 리마 시장 후보로 출마시켰으나, 3.89%의 득표율로 낙선했다.
2020년 1월 26일 총선에서 봉쇄조항 5%에 미달하는 3.4%의 득표율로 원내 진입에 실패했다. 선거 1달 전 페루를 위한 함께 연합과 신페루당과의 선거 연대 논의를 진행하고 있었으나, 세론의 범죄 기록 및 신페루당 주요 인사들의 탈당이 이어지면서 각자 따로 출마하게 되었고, 결국 모두 다 원내 진입에 실패했다. 2021년 대선에는 페드로 카스티요를 출마시켰으며, 대선에서 예상을 뛰어넘는 1위를 기록해 결선에 진출하게 되었다. 1차 투표 후 기타 정당들과의 협상에 들어갔지만, 오얀타 우말라처럼 타 세력에게 양보하는 것은 배제했다.
이후 7월 7월 28일 페트로 카스티요 당선자가 제63대 대통령으로 취임함에 따라 페루의 여당이 되었다. 이후 페트로 카스티요가 이끄는 페루 정부 베네수엘라 경제재제를 비롯한 미국의 내정간섭 정책을 비판하며 리마 협정 탈퇴를 선언하였다.

## 같이 보기
- 핑크 타이드
- 21세기 사회주의